# Yvonne Neuwirth
Yvonne Neuwirth (* 4. August 1992) ist eine österreichische Tennisspielerin.

## Karriere
Auf dem ITF Women’s Circuit gewann sie bislang einen Titel im Einzel und zwei im Doppel. Ihr Debüt auf der WTA Tour feierte sie 2012 in Bad Gastein, als sie dank einer Wildcard in der Doppelkonkurrenz an der Seite Nicole Rottmanns startete. Auch 2013 erhielt sie eine Wildcard für die Doppelkonkurrenz, diesmal mit Lisa-Maria Moser.
In der Bundesliga stand sie 2014 für den TEC Waldau im Kader.
Von September 2016 bis Juli 2019 spielte Neuwirth keine Turniere. Bei zwei Turnieren in Tabarka in Tunesien erreichte sie im Juli 2019 das Viertelfinale und Finale.

## Turniersiege

### Einzel
| Nr. | Datum       | Turnier    | Kategorie   | Belag | Finalgegnerin | Ergebnis      |
| --- | ----------- | ---------- | ----------- | ----- | ------------- | ------------- |
| 1.  | August 2012 | Pörtschach | ITF $10.000 | Sand  | Janina Toljan | 5:7, 6:3, 6:3 |

### Doppel
| Nr. | Datum         | Turnier | Kategorie   | Belag | Partnerin       | Finalgegnerinnen                         | Ergebnis          |
| --- | ------------- | ------- | ----------- | ----- | --------------- | ---------------------------------------- | ----------------- |
| 1.  | 20. Juni 2014 | Ystad   | ITF $25.000 | Sand  | Nastja Kolar    | Anna Danilina Xenia Knoll                | 7:63, 3:6, [10:6] |
| 2.  | 12. März 2016 | Antalya | ITF $10.000 | Sand  | Nicole Rottmann | Andreea Ghițescu Raluca Georgiana Șerban | 2:6, 6:4, [10:5]  |

## Weltranglistenpositionen am Saisonende
| Jahr   | 2010 | 2011 | 2012 | 2013 | 2014 | 2015 | 2016 | 2017 | 2018 | 2019 | 2020 | 2021 |
| ------ | ---- | ---- | ---- | ---- | ---- | ---- | ---- | ---- | ---- | ---- | ---- | ---- |
| Einzel | 1034 | 642  | 498  | 401  | 508  | 1004 | 1187 | -    | -    | 889  | 906  | 1185 |
| Doppel | 966  | 760  | 577  | 615  | 485  | 826  | 972  | -    | -    | -    | 1425 | 1621 |